# Facondo e Primitivo
I santi Facondo (Facundo in spagnolo) e Primitivo sono venerati come martiri cristiani.  Secondo la tradizione, erano nativi di León (Spagna) dove vennero torturati ed infine decapitati sulle rive del fiume Cea.  Secondo un resoconto del loro martirio, dopo che i due santi furono decapitati, «lac et sanguis» («latte e sangue») sgorgò dal loro collo.

## Venerazione
La città di Sahagún sorse intorno al monastero benedettino  dedicato ai due santi. Il nome "Sahagún" deriva probabilmente proprio dalla storpiatura del nome "San Fagun".
La Guida per il Pellegrino di Santiago di Compostela, un testo del XII secolo, riporta: Item, visitanda sunt corpora beatorum martirum Facundi scilitet et Primitivi, quorum basilicam Karolus fecit (“Inoltre, devono essere visitati i corpi dei beati martiri Facondo e Primitivo, la cui basilica è stata costruita da Carlo Magno.”).